# 엔리케 포르타
엔리케 포르타 구이우(스페인어: Enrique Porta Guíu, 1944년 12월 17일, 아라곤 주 비야누에바 데 가예고 ~)는 스페인의 전 축구 선수로, 현역 시절 스트라이커로 활약했다.
그는 9년 동안 그라나다와 사라고사 소속으로 도합 122번의 라 리가 경기에 출전해 40골을 기록했고, 전자의 구단 소속으로 트로페오 피치치를 획득하기도 하였다.

## 클럽 경력
사라고사 도 비야누에바 데 가예고 출신인 포르타는 고향 아라곤을 연고로 하는 테르세라 디비시온의 우에스카 소속으로 1967-68 시즌에 신고식을 치러 34골을 기록했다. 그 후, 그는 라 리가의 그라나다에 입단했다.
그라나다 소속으로 처음 3년 동안, 포르타는 도합 12경기에 출전해 1골을 넣는 데에 그쳤는데, 이 1골은 에스파뇰과의 1970년 9월 20일 안방 경기에서 기록했다. 그러나, 1971-72 시즌, 그는 31번의 경기에서 한 번의 페널티 골 없이 20골을 기록해 득점왕으로서 트로페오 피치치의 주인공이 되었고, 안달루시아 연고 구단은 역대 최고 성적인 6위에 올랐다. 그 과정에서 1971년 11월 14일에 사바델과의 경기에서는 해트트릭을 완성해 3-1 승리를 견인했는데, 포르타는 현재까지 득점왕에 오른 유일한 그라나다 선수이다.
포르타는 1972-73 시즌에 11골을 기록했는데, 1973년 2월 11일에는 오비에도와의 경기에서 또 해트트릭을 완성했다. 1973년부터 1975년까지, 포르타는 1골을 기록하는데 그쳤다.
1975년 여름, 포르타는 같은 리그의 사라고사로 이적했다. 사라고사에서의 2년차에 소속 구단이 강등당하면서 세군다 디비시온의 테라사에서 마지막 1년을 보내면서 28경기에 출전해 5골을 기록했다. 그는 1977-78 시즌을 끝으로 현역에서 은퇴했다.

## 영향
2015년 5월, 포르타의 이름을 따 그라나다의 안방 구장 누에보 로스 카르메네스의 입구가 명명되었다. 고향 연고의 비야누에바 구장도 그의 이름을 땄다.